# Hypermnestra

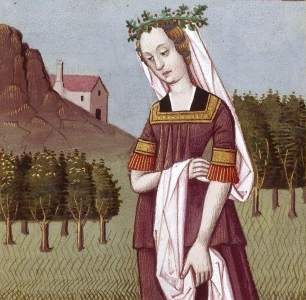
Hypermnestra, Bibliothèque nationale de France

Hypermnestra (Oudgrieks Ὑπερμνήστρα) was in de Griekse mythologie een van de vijftig Danaïden, de dochters van Danaos. Danaos was, als zoon van Belus, de tweelingbroer van Aigyptos die vijftig zonen had.
Aigyptos beval dat zijn zonen de Danaïden zouden huwen waarop Danaos met zijn gezin naar Argos vluchtte waar Pelasgus koning was. Toen Aigyptos en zijn zonen aankwamen om de Danaïden mee te nemen, gaf Danaos toe om het volk van Argos het leed van een strijd te besparen. Desalniettemin instrueerde hij zijn dochters om hun echtgenoten te doden tijdens hun huwelijksnacht.
Negenenveertig van hen volgden zijn bevel, maar één, Hypermnestra, weigerde omdat haar echtgenoot Lynceus haar wens had gerespecteerd om nog maagd te blijven. Danaos was woest op zijn ongehoorzame dochter en liet haar door het Argivische hof veroordelen voor hoogverraad. Aphrodite kwam tussenbeide en redde haar. Lynceus doodde later Danaos uit wraak voor de dood van zijn broers.
Lynceus en Hypermnestra stichtten vervolgens een dynastie van Argivische koningen (de Danaïsche dynastie), die begon met hun zoon Abas. In sommige versies van de legende werden de Danaïden gestraft in de onderwereld doordien zij gedwongen waren water aan te dragen in een kruik met gaten, of een zeef, zodat het water er altijd uitliep. Hypermnestra ging echter rechtstreeks naar het Elysium.
Hypermnestra is tevens de naam van de dochter van Thestios en Eurythemis. Haar zusters waren Althaia en Leda. Met haar echtgenoot Oikles had ze een zoon genaamd Amphiareos, die later zou deelnemen aan de oorlog van de Zeven tegen Thebe.